# Nina Katzir
Nina Katzir (en hebreo: נינה קציר; née Gottlieb; 4 de octubre de 1914-12 de marzo de 1986) fue la esposa del presidente del Estado de Israel, Ephraim Katzir. Fue profesora de inglés en la escuela secundaria Tichon Meuhad en Rehovot.

## Biografía
Nacida en Maguilov en la familia Gottlieb. A la edad de 16 años, hizo aliyá sola a Eretz Israel y se instaló en Rehovot, en la casa de su abuelo. Después de graduarse en el profesorado académico Beit Hakerem en Jerusalén, trabajó como maestra. Enseñó hebreo en Ulpan para nuevos inmigrantes y enseñó inglés en las escuelas. Como profesora de inglés, se hizo reconocida por los modernos métodos de enseñanza que desarrolló.
Tenía una columna en el Jerusalem Post dedicada a los problemas de enseñanza de lenguas extranjeras. En 1973 escribió el libro de información turística "Hebreo con una sonrisa" que fue publicado por el Ministerio de Turismo.
Como esposa del presidente, inició encuentros entre escritores infantiles y niños. Por iniciativa propia, se celebró en Israel la Semana Internacional de la Infancia, como parte de sus actividades, esposa de diplomáticos hablan de Israel a niños de su país de origen.
Después de la guerra de Yom Kipur, se creó un escándalo menor cuando quiso enviar ejemplares de "Playboy" a los soldados exhaustos en el frente debido a una solicitud de los estos. 
Pero la presión hizo lo suyo. El cargamento ni siquiera llegó a Israel y quedó en Londres. Los soldados exhaustos tuvieron que encontrar otras formas de pasar su tiempo en Janucá.
La pareja Katzir tuvo tres hijos: un hijo, Meir Kaczelski, que se desempeña como profesor de matemáticas en el Technion, y dos hijas que murieron a temprana edad: Nurit falleció en un accidente por inhalación de gas e Irit se suicidó.
Actuó como parte de la "Fundación Nurit" en memoria de su hija y organizó actividades para los adolescentes. En 1978, se estableció en su memoria el Centro Municipal de Teatro Nurit Katzir en Jerusalén. Se inauguraron otras instituciones en nombre de su hija, incluido el Club Juvenil Maguén David Adom y la Escuela de Enfermería en el Hospital Assaf Harofeh.